# 輪かんじき
輪かんじき（わかんじき、輪樏）は、日本の山地で、積雪の上を沈み込まずに歩けるように足につける、かんじきの一種。木材を曲げて楕円形の輪状態に組み合わせる伝統的な製法のほか、現代ではアルミニウム製もある。
かんじきと言えばこれを指すことも多いほか、略してワカンとも呼ぶ。雪輪ともいう。

## 概要
構造上、単輪式と双輪式があり、単輪式のものは「雪輪」、双輪式のものは「かんじき」と呼ばれることが多い。
深い雪の上を足を大きく沈めずに歩行できるように靴の上から装着する。立山連峰の麓、富山県の芦峅寺では1200年の歴史があると伝わり、「立山かんじき」と呼ばれる。主に雪が深くかつ傾斜がきつい場所で使われる。冬山を歩く猟師らが使っていたものが登山者にも重宝されるようになり、1950年代の登山ブームでは全国の用品店で販売されるようになった。1956年に出発した第1次南極地域観測隊で、芦峅寺出身の隊員が使い、有名になった。
木製の輪かんじきは、アブラチャンやクロモジなどの枝を3時間ほど茹でて柔らかくして、U字状に曲げて2～3カ月乾燥させ、2つを針金で組み合わせて片足分とする。近年では軽金属製のものも普及している。いずれも堅雪用に大きな爪が両サイドにつく。本来は縄で靴の上から縛り付けて使うが、金属製の製品にはナイロンなどのテープと固定用の金具が使われる。
芦峅寺では1980年代に冬場の内職で手掛ける職人が10人ほどいたが、金属製の普及や高齢化で減り、2010年代に最後の一人となった佐伯英之の引退を知った荒井高志が弟子入りを志願して継承した。

## 日本における利用
日本では登山に際して、比較的傾斜がなだらかでスキーを利用して登高できる区間はスキーを利用して登り、それ以上登れなくなったところでスキーデポを設けて、そこから先は輪かんじきで登るのが普通だった。現在では往時スキーを利用した区間は自家用車・バスなどを利用し、あるいは林道を歩いて登るのが一般的である。

## スノーシュー
欧米では、この種の道具はスノーシューと呼ばれるが、輪かんじきに比べて縦に長く、比較的傾斜の少ない土地で利用される。